# Gleditsia triacanthos
La Gleditsia triacanthos L. (nota anche come spino di Giuda) è una pianta angiosperma dicotiledone appartenente alla famiglia delle Fabacee (sottofamiglia Caesalpinioideae). Originaria dell'America settentrionale fu introdotta in Europa nel XVIII secolo.

## Etimologia
Il genere è dedicato al botanico tedesco Johann Gottlieb Gleditsch (1714-1786).
L'epiteto specifico (triacanthos) vuol dire "a tre spine" e si riferisce alla tipica ramificazione delle spine.
Il nome inglese honey locust si riferisce ai baccelli: locust tree indica genericamente un albero con baccelli, e honey si riferisce alla dolcezza della polpa dei baccelli immaturi.
Spino di Giuda o spinacristi fa riferimento alla corona di spine, usata durante la Passione di Gesù, secondo il racconto dei Vangeli.

## Descrizione
Gleditsia triacanthos è un albero eliofilo alto dai 15 ai 30 metri (ma può arrivare a 40 m), con chioma ampia e vaporosa, fusto molto ramificato e rami spinosi, disordinati e tortuosi.
La corteccia è grigio-brunastra con numerose spine composte da tre punte di diversa lunghezza e direzione (la mediana è la più lunga: 3–6 cm).
Le foglie sono pennato-composte (costituite da 15-30 foglioline ovali) a fillotassi alterna.
La specie è dioica, i fiori bianco-verdastri sono riuniti in infiorescenze, compaiono in tarda primavera e sono melliferi.
Fruttifica in estate, producendo lunghi legumi (15–20 cm) inizialmente verdi con polpa pastosa e dolce, e, successivamente alla maturazione, diventano semilegnosi e rosso-brunastri, con all'interno numerosi semi scuri. I baccelli sono commestibili e anche i semi all'interno sono eduli (a differenza dei baccelli tossici della Robinia pseudoacacia). I frutti, portati dalle piante femminili, raggiungono i 20–40 cm di lunghezza e contengono 10 semi. I semi vengono dispersi dagli erbivori (in particolare bovini e cavalli) che consumano i baccelli e rilasciano i semi intatti nei loro escrementi.
Pianta a crescita rapida e relativamente longeva, (100-150 anni), si adatta a molti ambienti e tollera il freddo e la siccità.

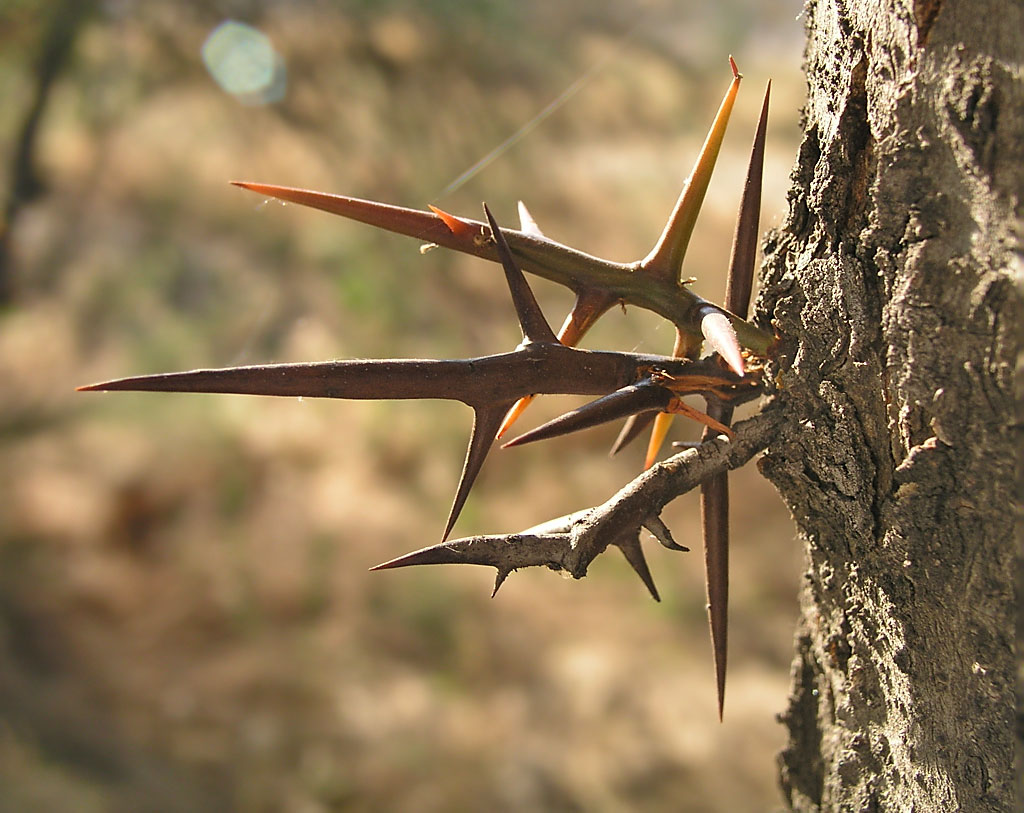
Spine
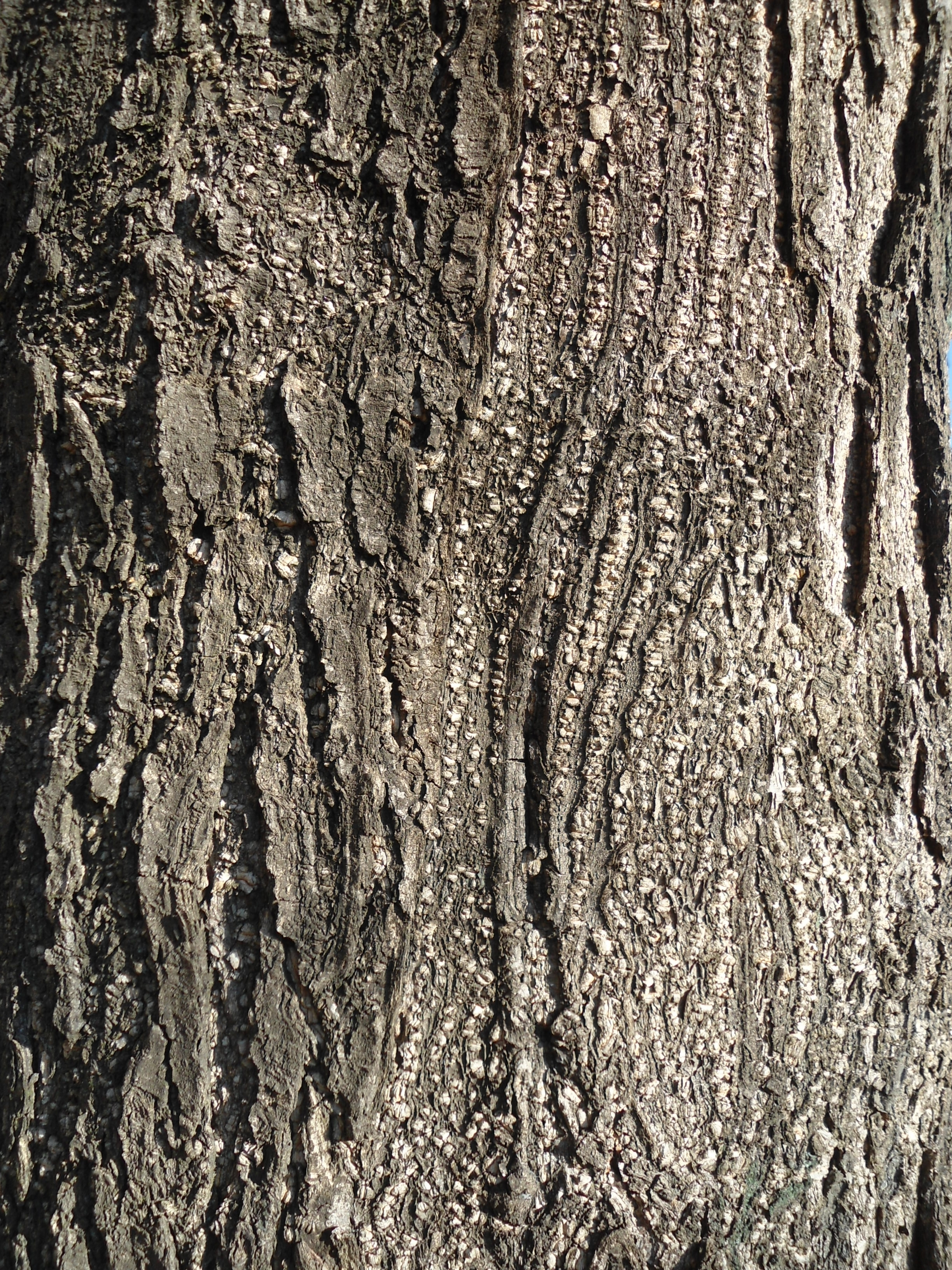
Tronco di cultivar senza spine
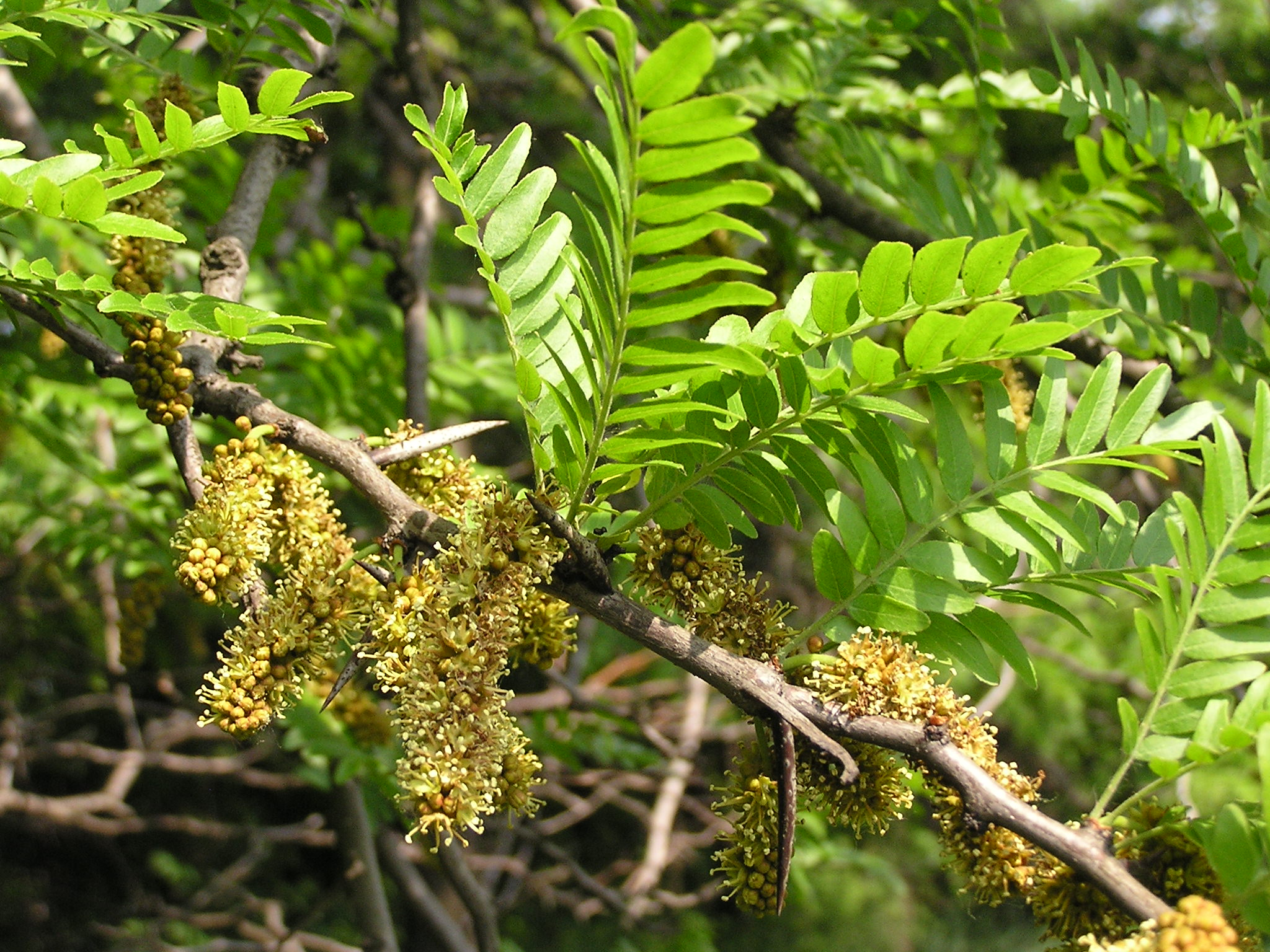
Foglie e infiorescenze
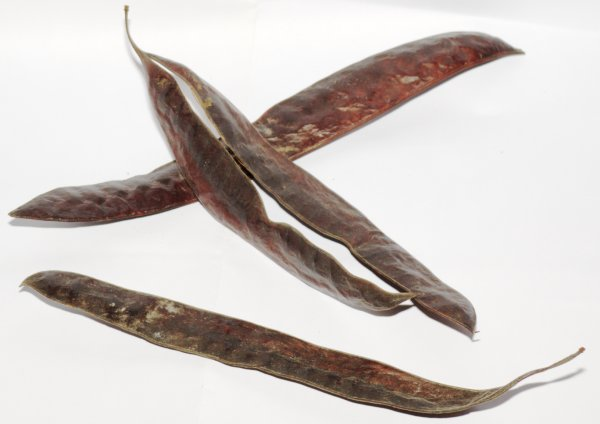
Legumi
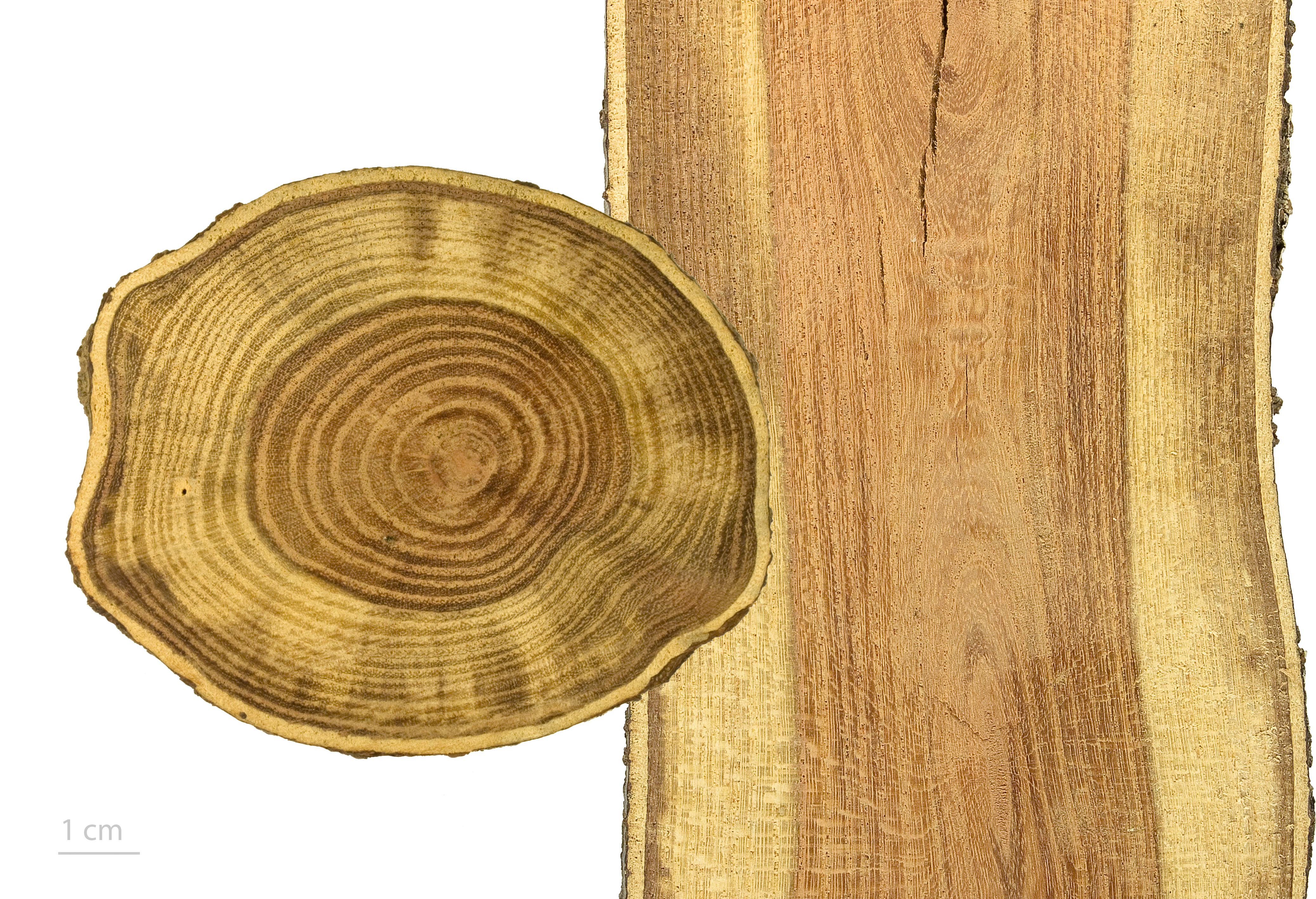
Legname

## Distribuzione e habitat
Originaria della parte orientale del Nord America (Stati Uniti e Messico settentrionale) è diffusa in gran parte del bacino del Mississippi, dal Texas e dalla Louisiana a sud, fino all'Iowa, all'Indiana e all'Ohio a nord. A ovest, la sua area di estensione si ferma in Kansas e Nebraska, mentre a est si ferma ai piedi degli Appalachi.
Fu introdotta in Europa nel secolo XVIII e in Italia nel 1712, a scopo ornamentale e per il consolidamento dei terreni. È stato introdotto anche in Italia come albero ornamentale in parchi e giardini.
In Italia è una neofita naturalizzata in pressoché tutte le regioni, è invasiva in Trentino e assente in Basilicata.
Apprezza i suoli alluvionali ricchi e umidi anche se supporta terreni calcarei più asciutti.

## Usi
Resiste al vento e alla salsedine, è quindi piantato lungo le strade in località marittime e in città. Grazie al rapido ritmo di crescita e alla sua tolleranza a cattive condizioni ambientali, viene utilmente impiegato per piantumare aree verdi appena costituite (edilizia nuova, discariche, miniere abbandonate). Resistente all'inquinamento atmosferico, vive in qualsiasi terreno ben drenato ed a pieno sole; è adatto per grandi giardini; evitare posizioni fredde, soggette a forti gelate. Ne esiste anche una cultivar senza spine.
Il legno è molto denso e resistente: nel passato veniva usato per costruire carri e per le traversine ferroviarie. Trova ancora un certo impiego nella costruzione di mobili artigianali.
È inoltre ottimo come combustibile.
La pianta con le sue molte spine può essere usata per creare siepi impenetrabili e difensive.
Il baccello è commestibile: può essere usato come foraggio per i bovini. Nel passato è stato usato come alimento dagli Indiani d'America e per produrre birra attraverso la fermentazione. Anche il seme interno è commestibile e si può usare in cucina quando maturo; il baccello intero, quando ancora verde, può essere cucinato perché commestibile.
La pianta contiene un alcaloide chiamato triacantina. L'interesse medico di questa sostanza è stato studiato negli anni 1960-70 senza condurre tuttavia ad un suo uso terapeutico. Nel 2019, un nuovo studio mostra un effetto, sia in vitro sia nei topi, contro il carcinoma della vescica.
La pianta contiene anche polifenoli, triterpeni, steroli e saponine.
E' visitata dalle api soprattutto per il polline.